# ワールド・ミュージック・アワード
ワールド・ミュージック・アワード（World Music Awards）はIFPIが毎年行っている国際音楽賞。

## 概要
1989年に創設。基本的にIFPI加盟国のCD売上げセールスを下に表彰される。1994年には、初のアジア人男性アーティストCHAGE and ASKAが出演。そこから2003年までと2007年、2008年、そして2010年には初のアジア女性アーティストとして安室奈美恵が出演。2014年はモナコのモンテカルロで、2004年はアメリカラスベガス、2005年はハリウッドのコダック・シアター、マイケル・ジャクソンが主役だった2006年はイギリスロンドンのアールズ・コート・エキシビション・センターで開催された。テレビ中継は世界160カ国以上、推定10億人が視聴している。ただ、2009年と2011年から2013年まで、それに2015年以降は開催されていない。

## 主な受賞者
- マイケル・ジャクソン
- セリーヌ・ディオン
- ボン・ジョヴィ
- カイリー・ミノーグ
- マライア・キャリー
- ロッド・スチュワート
- コールドプレイ
- マルーン5
- ジャッキー・チュン
- ジェイ・チョウ
- レオナ・ルイス
- リアーナ
- アンドレア・ボッチェリ
- マドンナ
- ビヨンセ
- エミネム
- シャキーラ
- リッキー・マーティン
- アムル・ディアブ
- ブリトニー・スピアーズ
- レディー・ガガ
- モニカ・ナランホ